# Milutin Mrkonjić
Milutin Mrkonjić (Beograd, 23. svibnja 1942. – Beograd, 27. studenog 2021.) bio je srbijanski političar, dužnosnik Socijalističke partije Srbije.
Bivši je potpredsjednik Skupštine Srbije, na koju je dužnost bio izabran svibnja 2007. godine te bivši ministar infrastrukture i prometa.